# Zbąszynek
Zbąszynek este un oraș în Polonia.